# Lukian (Kucenko)
Lukian (světským jménem: Leonid Sergejevič Kucenko; * 8. dubna 1965, Bilka) je ukrajinský duchovní Ruské pravoslavné církve a arcibiskup blagověščenský a tyndinský.

## Život
Narodil se 8. dubna 1965 ve vesnici Bilka Oděské oblasti.
Roku 1978 dokončil střední školu a  poté pokračoval ve večerní škole odborného technického učiliště č. 3 v Oděse. Během studia byl psalomščikem chrámu Pokrova přesvaté Bohorodice sídla Dačne.
V letech 1984–1986 pracoval v rezidenci metropolity rostovského a novočerkasského Volodymyra (Sabodana). Následně do roku 1990 studoval na Leningradském duchovním semináři.
Dne 26. dubna 1989 byl metropolitou leningradským a novgorodským Alexijem (Rüdigerem) postřižen na monacha a přijal mnišské jméno Lukian.
Dne 3. září 1989 jej metropolita Alexij rukopoložil na hierodiakona a 24. května 1990 na jeromonacha.
Dne 1. října 1990 se stal představeným chrámů Vzkříšení Krista v Petrohradu.
Dne 1. července 1991 byl pověřen stavbou Pokrovo-Těrveničeského ženského monastýru. Stal se duchovním tohoto monastýru.
Dne 11. února 1992 se stal představeným chrámů svatých Věry, Naděždy, Ljuby a jejich matky Sofie podvorje Pokrovo-Těrveničeského monastýru v Petrohradu.
Dne 23. prosince 1997 byl osvobozen od funkce představeného chrámu a byl jmenován zastupujícím představeným Alexandro-Svirského monastýru.
Dne 8. dubna 1998 byl povýšen na igumena.
V srpnu 1999 se stal představeným Alexandro-Svirského monastýru.
Dne 10. prosince 2002 byl jmenován duchovním Vveděno-Ojatskéjo ženského monastýru.
Dne 14. října 2004 byl povýšen na archimandritu.
Od roku 2002 dohlížel na stavbu chrámu Svaté Trojice v jeho rodné vesnici.
Dne 3. ledna 2006 se stal blagočinným Lodějnopolského okruhu.
V květnu 2006 dokončil dálkové studium na Kyjevské duchovní akademii.
Dne 30. března 2009 mu bylo uděleno právo sloužit liturgii s otevřenými carskými vraty až do cherubínské písně.
Dne 26. července 2010 jej Svatý synod zvolil biskupem lodějnopolským a vikářem petrohradské eparchie.
Dne 6. října 2011 byl jmenován biskupem blagověščenským a tyndinským. O den později byl oficiálně jmenován biskupem a 16. října proběhla v chrámu Krista Spasitele v Moskvě jeho biskupská chirotonie. Světiteli byli patriarcha moskevský Kirill, metropolita saranský a mordovský Varsonofij (Sudakov), arcibiskup istrijský Arsenij (Jepifanov), arcibiskup verejský Jevgenij (Rešetnikov), biskup solněčnogorský Sergij (Čašin), biskup vyborgský Nazarij (Lavrynenko), biskup voskresenský Savva (Michejev),  biskup magadanský a siněgorský Ioann (Pavlichin) a biskup ardatovský a aťaševský Veniamin (Kirillov).
Dne 13. července 2015 byl potvrzen ve funkci představeného monastýru Svaté Trojice ve vesnici Troickoje.
Dne 1. února 2018 byl patriarchou Kirillem povýšen na arcibiskupa.